# Малинка (хижа)
„Малинка“ е туристическа хижа, намираща се в местността „Офелиите“ в планината Витоша. Представлява двуетажна сграда с туристическа столова и лавка. Обновена е през 2011 година.

## Изходни пунктове
- местността Златните мостове (последна спирка на автобус № 63) – 40 минути
- квартал Княжево – 2,30 часа

## Съседни туристически обекти
- хижа „Панчо Томов“ – 5 минути
- хижа „Еделвайс“ – 30 минути
- Творчески дом „Витоша“ – БНР – 5 минути
- хижа Кумата – 50 минути